# Disciphania domingensis
Disciphania domingensis là một loài thực vật có hoa trong họ Biển bức cát. Loài này được Urb. mô tả khoa học đầu tiên năm 1919.